# محمد شبیر
محمد شبیر (عربی: محمد شبير؛ زادهٔ ۱۶ دسامبر ۱۹۸۶) بازیکن فوتبال اهل فلسطین است.
از باشگاه‌هایی که در آن بازی کرده است می‌توان به باشگاه ورزشی شباب الخلیل اشاره کرد.
وی همچنین در تیم ملی فوتبال فلسطین بازی کرده است.